# Brachymeles samad
Brachymeles samad — вид сцинкоподібних ящірок родини сцинкових (Scincidae). Ендемік Філіппін.

## Поширення і екологія
Brachymeles samad мешкають на островах Лейте і Самар. Вони живуть у первинних і вторинних вологих тропічних лісах, в садах і на плантаціях, серед опалого листя і гнилої деревини. Зустрічаються на висоті до 600 м над рівнем моря.